# Miroslava Zychová
Miroslava Zychová (* 12. listopadu 1945, Polička) je česká malířka, grafička a keramička.

## Život
Pochází z Hlinska, kde oba její rodiče působili jako učitelé kreslení a matematiky a otec, Miroslav Zych, byl známým malířem. S rodiči žila v místní čtvrti starých domků nazývané Betlém a od mládí kreslila. V letech 1960-1964 studovala na Střední odborné škole výtvarné na Hollarově náměstí v Praze. Roku 1964 se po neúspěchu u přijímací zkoušky na VŠUP vrátila do Hlinska, vyučovala a připravovala se ke zkoušce na AVU.
Roku 1965 byla přijata na Akademii výtvarných umění v Praze do ateliéru prof. Karla Součka. Jejími spolužáky byli Zbyšek Sion, Anežka Kovalová a Bedřich Budil nebo představitelé fantazijního realismu Vladivoj Kotyza a Mikuláš Rachlík. Souběžně navštěvovala grafickou speciálku Ladislava Čepeláka, kde v té době studovali Marie Blabolilová, Josef Mžyk a Jindřich Růžička. Využívala také keramickou dílnu AVU a v 70. letech se pak keramikou aktivně zabývala. V letech 1966-1967 se spřátelila s fotografem Tomášem Novákem, který vytvořil cyklus jejích fotografií ovlivněných surrealismem. Patřila k okruhu výtvarníků, hudebníků a básníků sdružených ve spolku Pohodlí a během studií na AVU také často zajížděla do Hlinska. Roku 1971 zakončila studia a měla první autorskou výstavu v Pardubicích.
V letech 1971-1978 žila v Praze, ale vracela se pravidelně do Hlinska, kde zdědila dům po své matce. Aktivně se snažila o záchranu čtvrti Betlém a roku 1977 se zde seznámila s malířem Bohumírem Komínkem a stala se jeho životní partnerkou. Roku 1981 se jí narodil syn Oleg. Bohumír Komínek již v té době nemohl malovat, roku 1989 zcela oslepl a 1999 zemřel. Kromě vlastní tvorby se od roku 1988 věnuje restaurování, stará se o Komínkovo dílo a připravuje jeho výstavy.
Žije a pracuje v Hlinsku a v Praze.

## Dílo

### Malba a kresby
Obrazy Miroslavy Zychové se vyznačují precizně zvládnutou technikou malby a osobitou výtvarnou poezií. Je malířkou snových, někdy i absurdních zátiší, která mají rysy autobiografických záznamů, ale vyznívají i jako obecná podobenství.
Miroslava Zychová se ještě před vstupem na střední výtvarnou školu intenzivně věnovala kresbě pastelem. Během středoškolských studií si osvojila některé grafické techniky a v malbě zkoumala možnosti různých uměleckých stylů.  V té době se zabývala portréty a malbou zátiší, ve kterých obvykle spojuje realistickou malbu s fantazijními prvky a tušovou kresbu doplňuje akvarelem a pastelem. Její školní malby se vyznačují uvolněným a měkkým malířským rukopisem.
Ve druhé polovině 60. let malovala manýristická zátiší sestavená z důvěrně známých předmětů, částečně ovlivněná poetikou surrealismu (Petrarca, Laura a jiné věci, 1966, Obývaný svět, 1967) Absolvovala sérií obrazů Anabela (1971), ve kterých prolínání iluze a reality působí jako intimní výpověď o vnitřním světě autorky. Kombinuje v nich kresbu barevnými tužkami a malbu temperou s asambláží.
V 70. létech vytvořila několik portrétů přátel. Opouští iluzivní malbu a své kompozice, vytvořené jako malované koláže a obrazy se stylizovanými figurami, doplňuje drobnokresbou znázorňující další roviny dějů (Sjednoceni v universu (1977-78). Návrat do Hlinska a dva studijní pobyty ve Střílkách znamenaly návrat k veristickému zobrazení. Novým tématem Miroslavy Zychové se staly opuštěné interiéry (Podlaha, 1978, Osud věcí, 1978), domácí nádobí, malované jako trompe l´oeil (Kastrůlek, 1979) nebo oděvy (Hieratická kompozice, 1986).

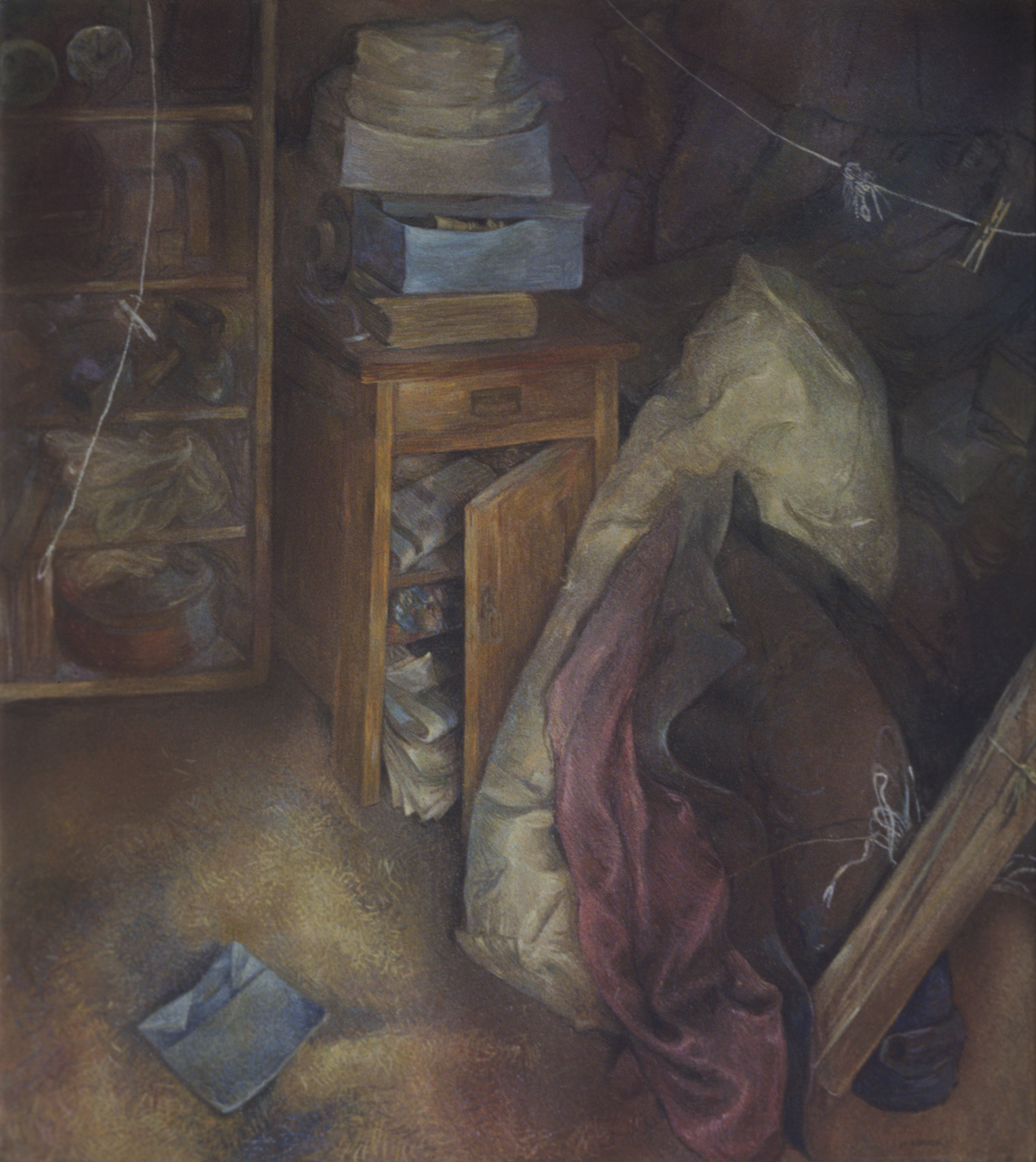
Na půdě, 1978, Horácká galerie v Novém Městě na Moravě
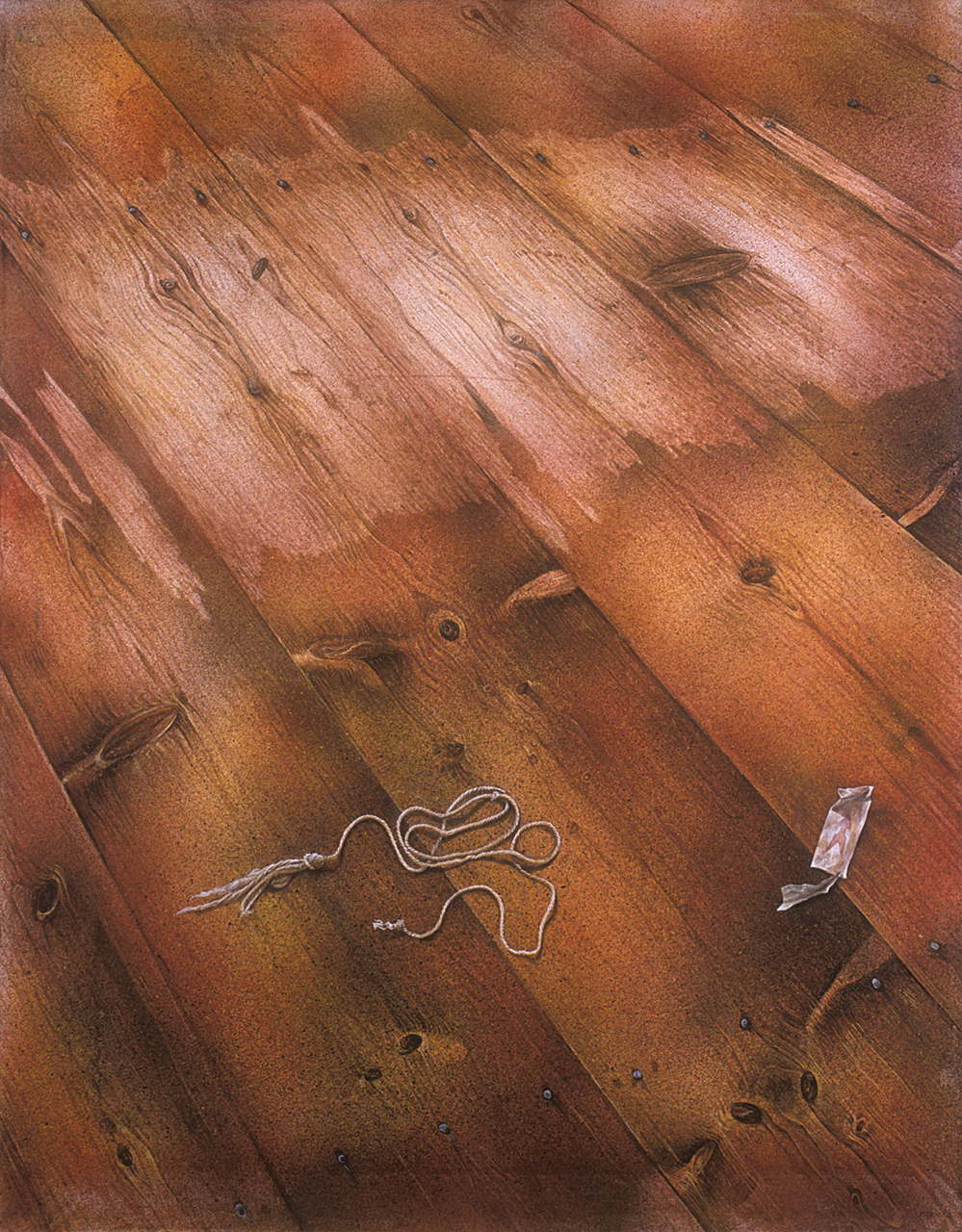
Podlaha, 1978, Národní galerie v Praze
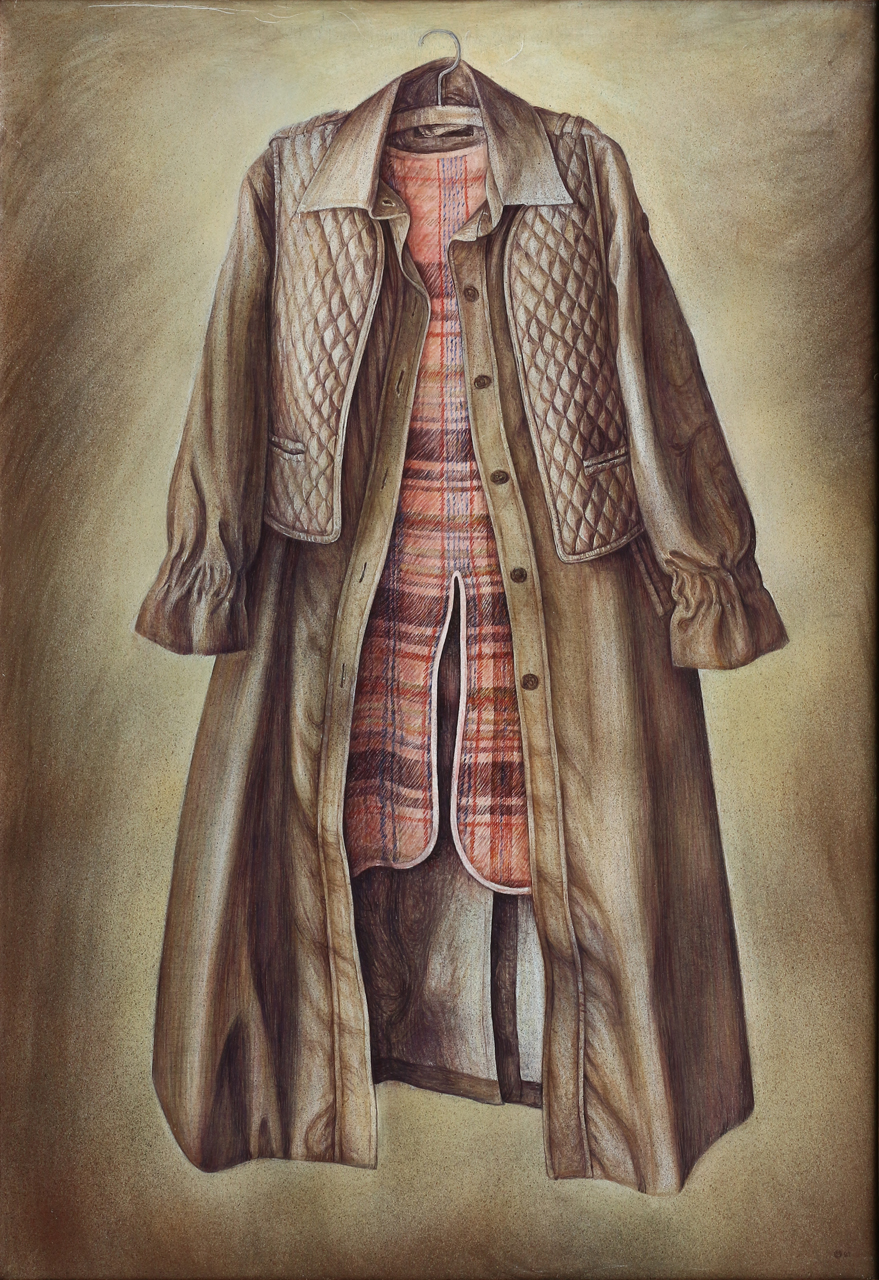
Kabát, 1981
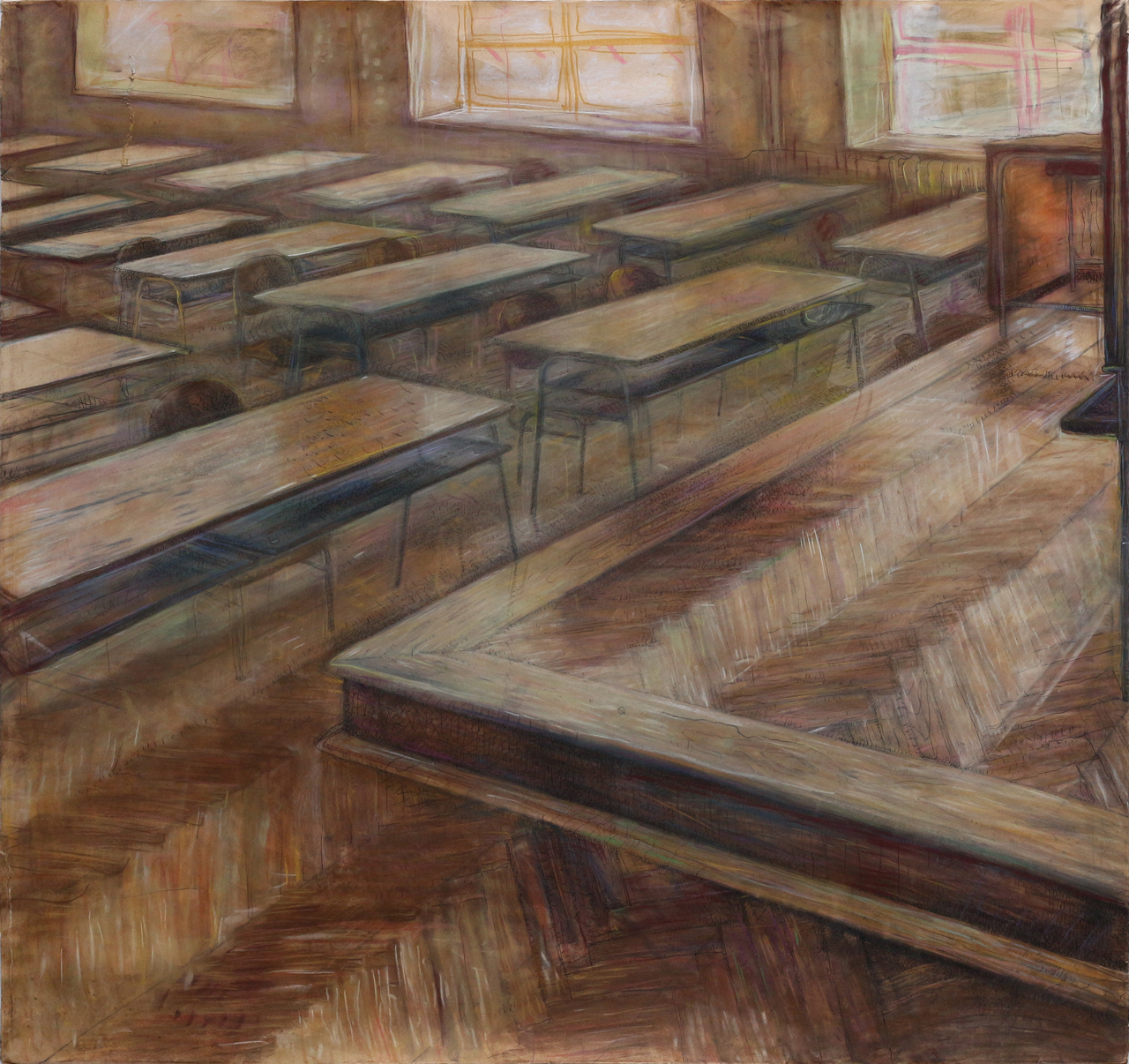
Stupínek, 1983

Téma plastových materiálů, které v malířské tvorbě Zychové převládlo v 90. letech, jen částečně souvisí s dětským světem jejího malého syna. Původní motivací k malování obludných plastových nafukovacích hraček Libuše Niklové byla nesentimentální fascinace i znechucení nad jejich plastovou odtažitostí.
Koncem 90. let Zychová ve svých malbách připomíná intimní témata Komínkových obrazů. Jako kontrast a symbol nabubřelosti současnosti slouží naivní nafukovací hračky umístěné v prvním plánu obrazu. Podobným symbolem je temperová malba Zychové s polystyrénovým Monumentem (Zifčákova taška, 2009). Polystyrén se stal pro autorku důležitým pomocným materiálem, ze kterého vytváří prostorové modely svých malířských kompozic. Varianty alegorických vozíčků, vezoucích předměty symbolizující nejrůznější stopy času a osobní paměti (Vozíček jako archa, 2011) vznikly v letech 2011-2013. V kompozici Stěhovací vůz (2013) jsou na vozíčku naloženy fragmenty krajin, které vznikly jako podklad pro budoucí obrazy. Modulový způsob práce a stylizace krajiny do přesouvatelných krystalů připomíná ojedinělé výtvarné práce Alberto Savinia. Obraz Landart (2014) představuje rafinovanou a dospělou verzi dívčích "pokojíčků" zanechávaných dětmi na okraji lesa.

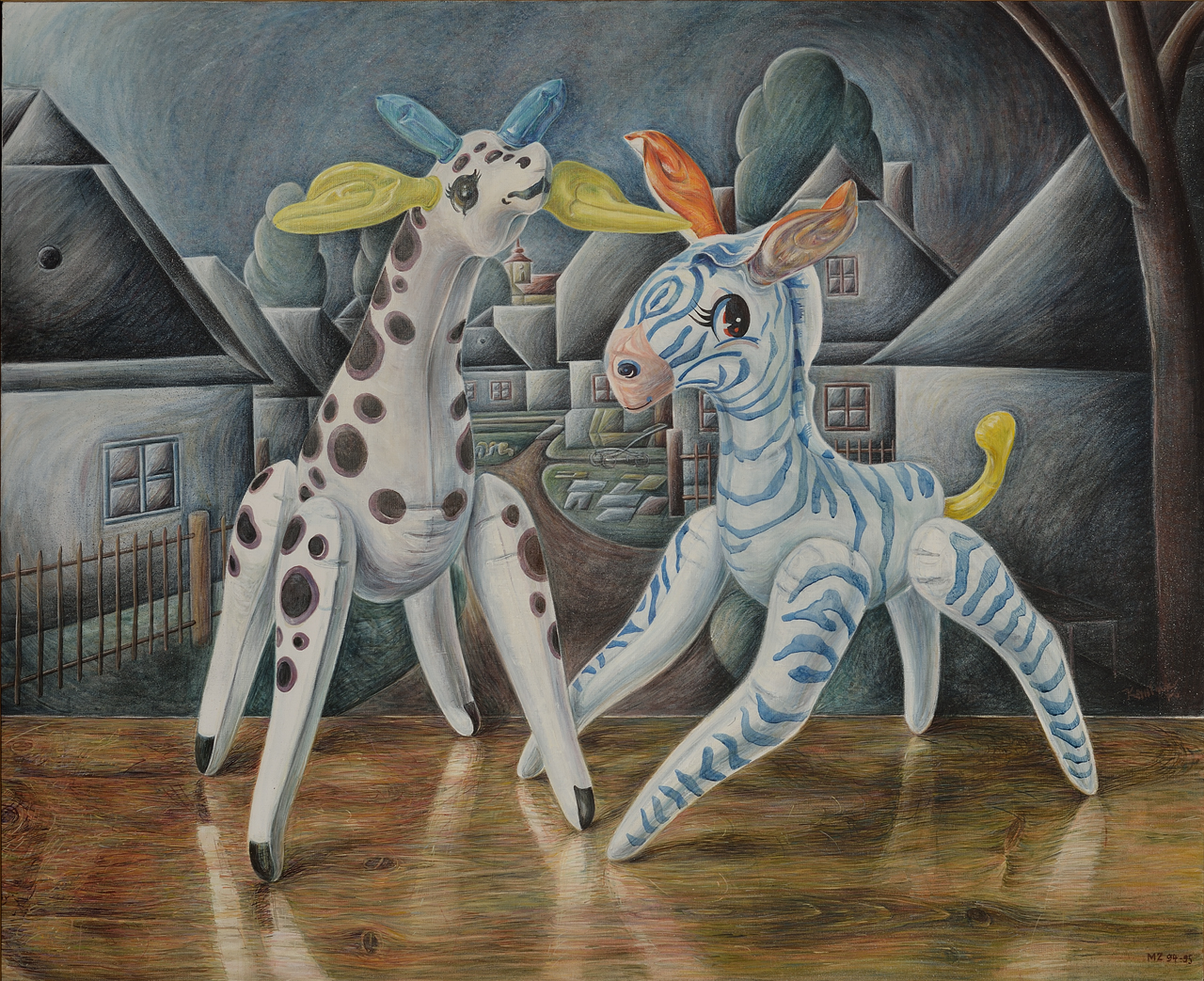
Zvířata na Betlémě (Český sen), 1994-1995
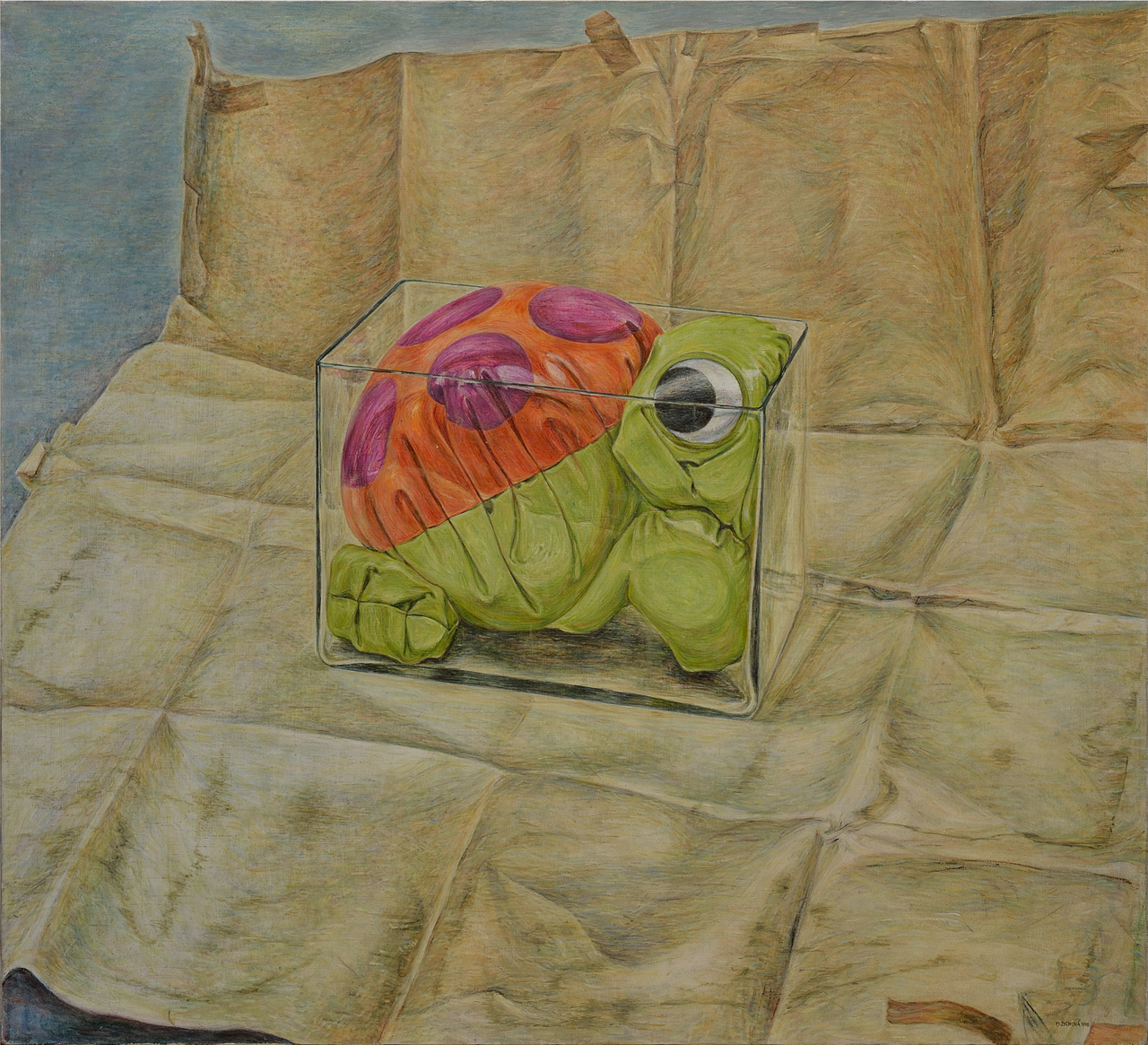
Terárium, 1998
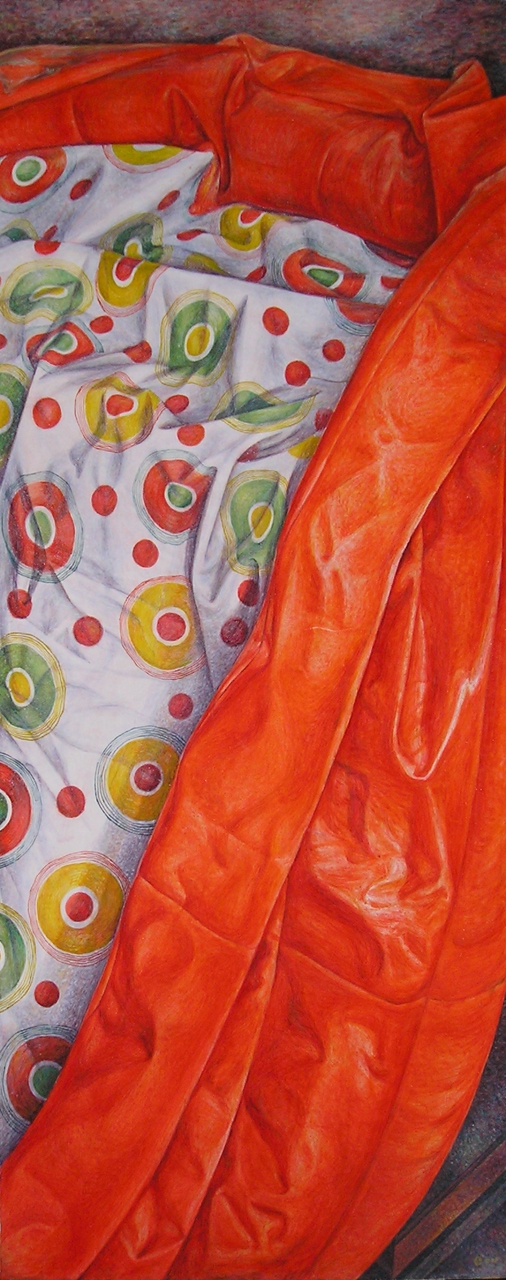
Bazén, 1988
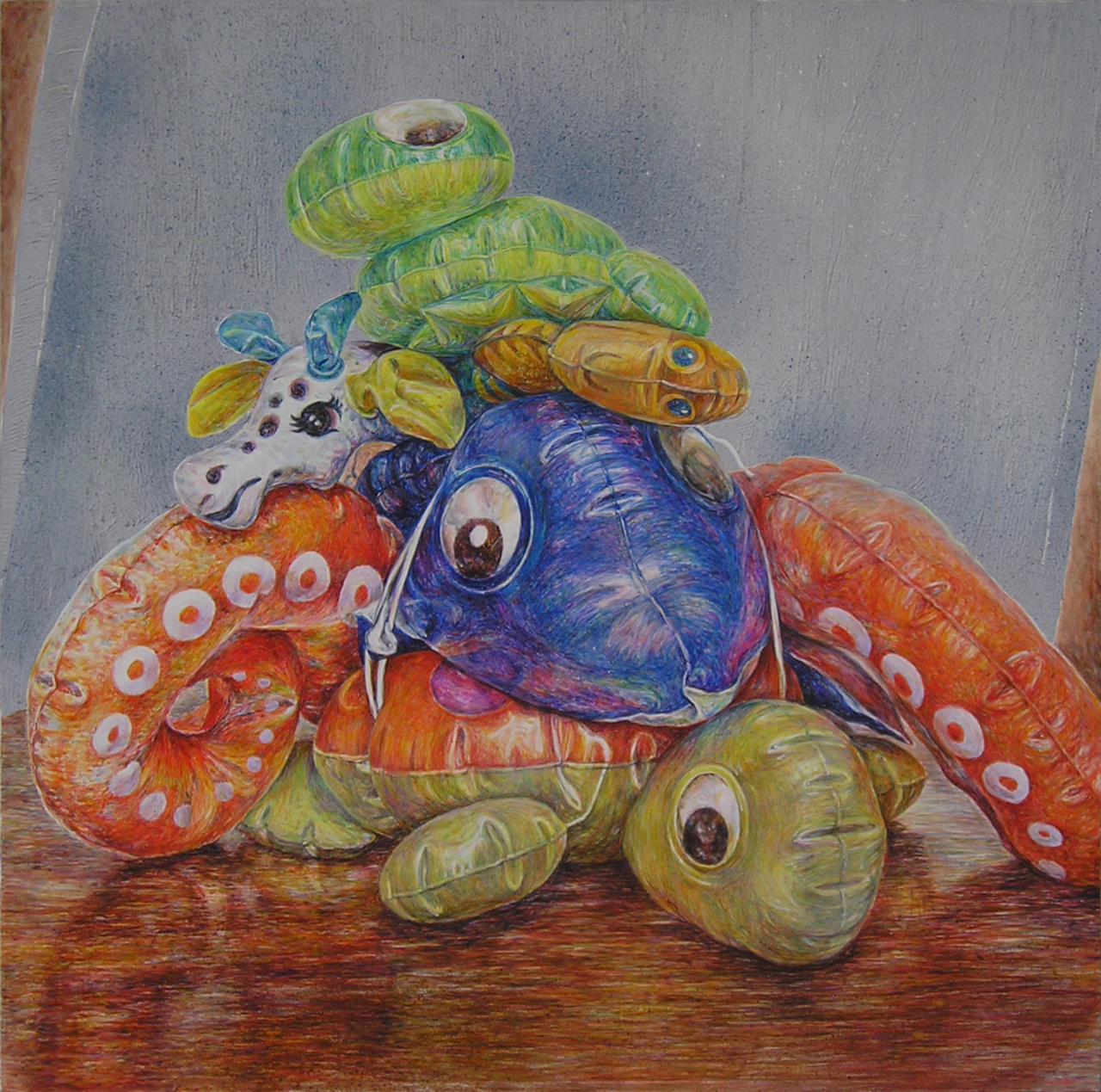
Totem, 2005, Horácká galerie v Novém Městě na Moravě

### Grafika
Zychová se volnou i užitou grafikou, především leptem, zabývá od ukončení Střední odborné výtvarné školy V. Hollara. Vytvořila volné ilustrační cykly ke knihám svých oblíbených autorů (R.M. Rilke, Dvě pražské povídky, Marina Cvetajevová, K. Holan, K.J. Erben, T.S. Eliot). V 60. letech pro ni byla objevná monografie ruského avantgardního malíře a pozdního symbolisty Pavla Filonova, kterou vydal Jan Kříž.
Ve volné tvorbě Zychové se bezprostředně odrážejí osobní témata (Zámlka, 1968, Zátiší s krajícem, 1972). Některé lepty souvisejí s jejími olejomalbami (Zabydlený prostor, 1974), jiné předznamenávají následující období tvorby, kdy se snažila o kompoziční začlenění krajinných prvků (Jízda, 1975). Po roce 1977, kdy se seznámila s Bohumírem Komínkem, se věnovala převážně užité grafice menších formátů (Ex libris, PF).

### Keramika
Prvními prostorovými díly Zychové byly malířsky pojaté reliéfní sádry (Fotoaparát, 1967-68). Po ukončení studia na AVU se práci s keramikou věnovala soustavněji, protože nabízela tvůrčí svobodu. S keramickou hlínou zacházela trochu jako s látkou a podle „střihů“ vykrajovala z tenkých plátů potřebné tvary z nich pak stavěla použitelné nádoby a zdobila je například motivem řemínku. V Jiřicích u Znojma, v dílně F. Maxery, měla k dispozici šamotovou hlínu, která po pokrytí jemnou kobaltovou glazurou působila jako džínovina. Vytvářela z ní předměty běžné denní potřeby jako šálky, hrnce a bandasky (Bandaska, 1977). Jedním z posledních děl je Pamětní deska Bohumíru Komínkovi (2012), která připomíná jeho zásluhu na zachování Hlinecké místní čtvrti roubených domků zvané Betlém. 

### Fotografie
Snaze o věrné zachycení skutečnosti předcházely již v době jejích školních let přesné kresby přírodnin a malba blízká fotorealismu z období 1978-1986. Její technická suverenita jí pomocí iluzivní malby dovoluje zachytit např. odraz interiéru na lesklém povrchu nádoby (Kastrůlek, 1979). Fotografii se autorka věnuje soustavně od roku 2005. Ve volných cyklech zachycuje především nepřímé obrazy skutečnosti jako reflexy ve skle (Reflexy - Pardubice, 2006) a vrací se také ke klasickému tématu Obraz v obraze (Reflexy obrazů, 2007).

### Nová díla

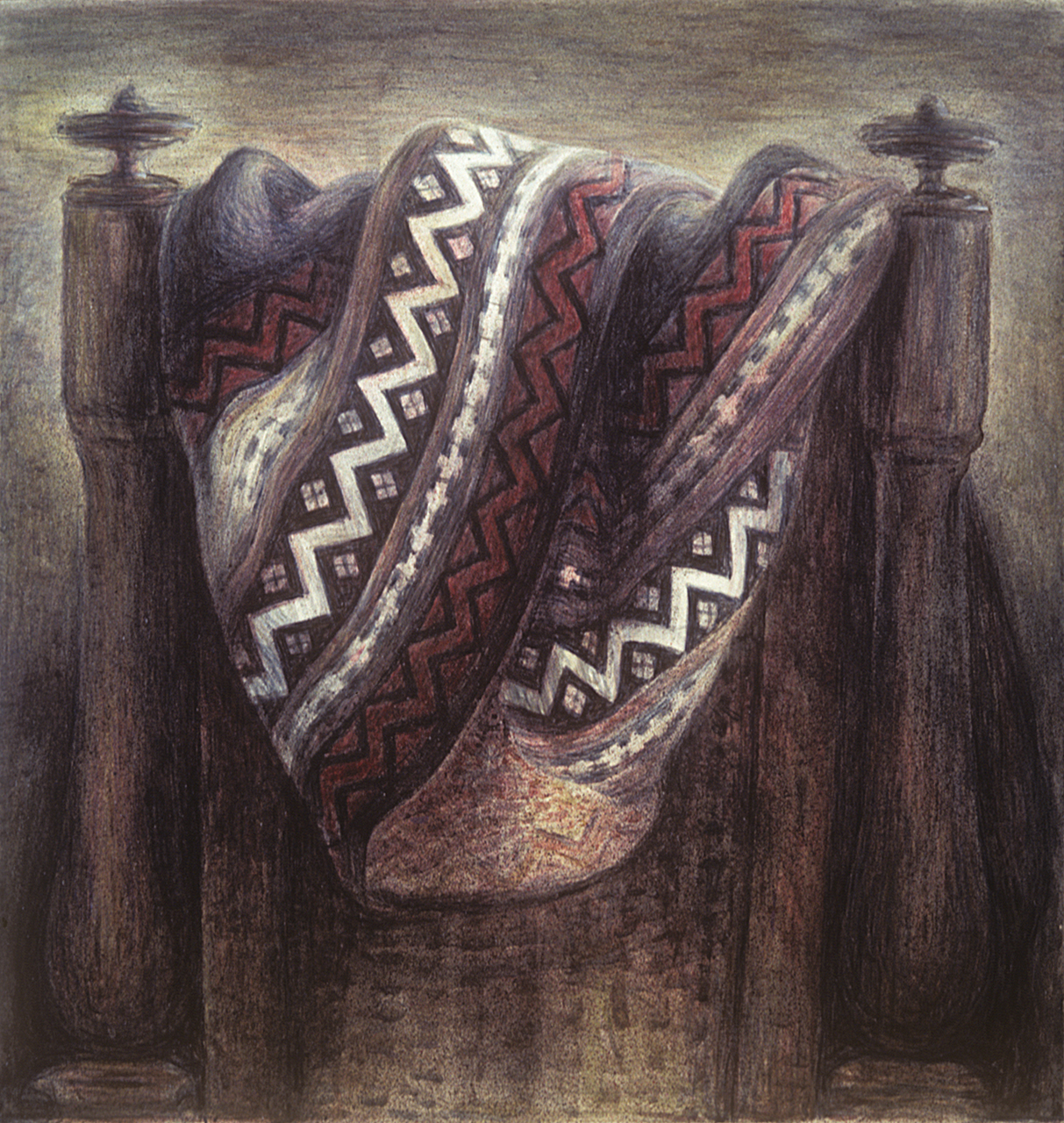
Zmije, 1996
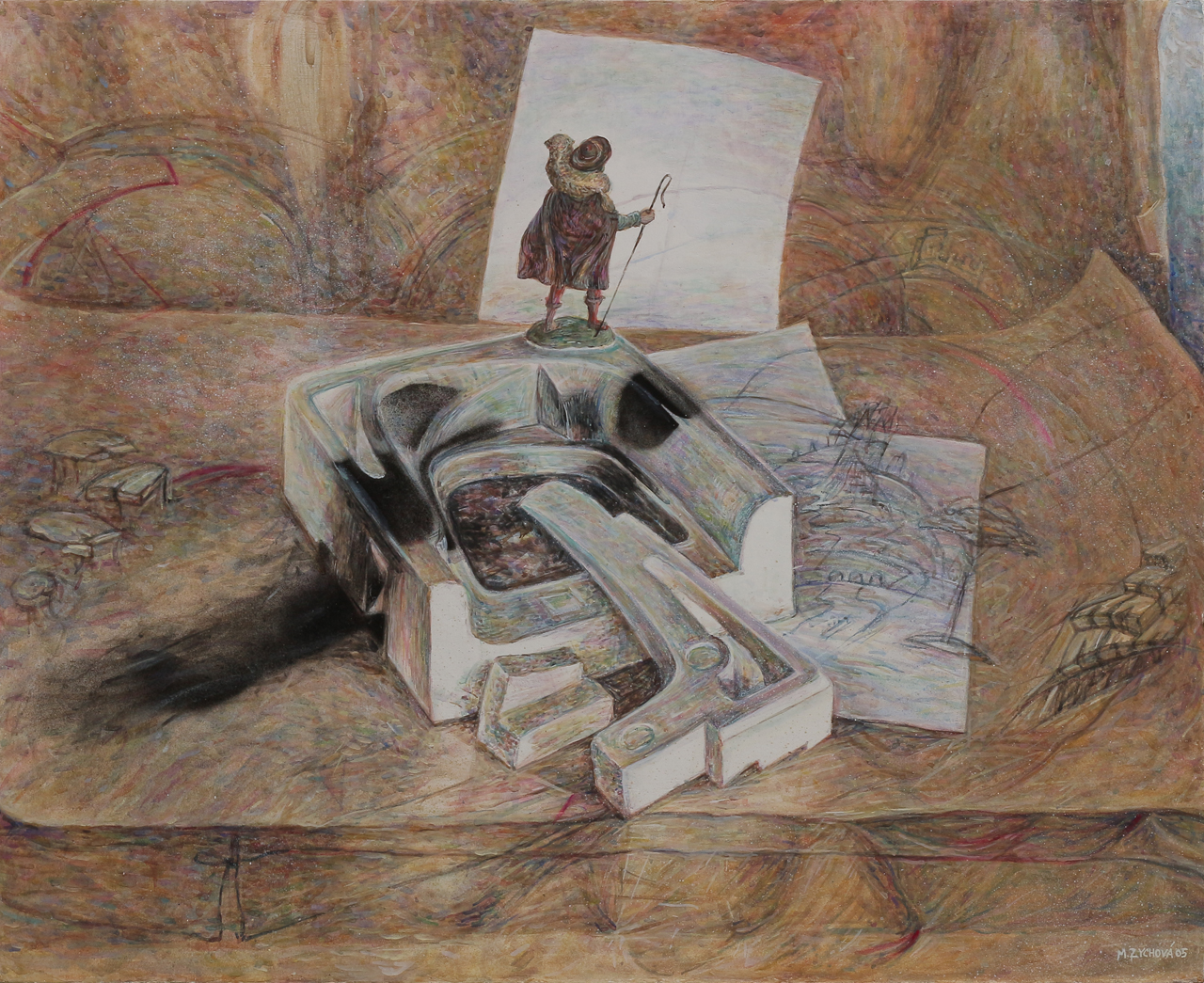
Krajina s pastýřem, 2005
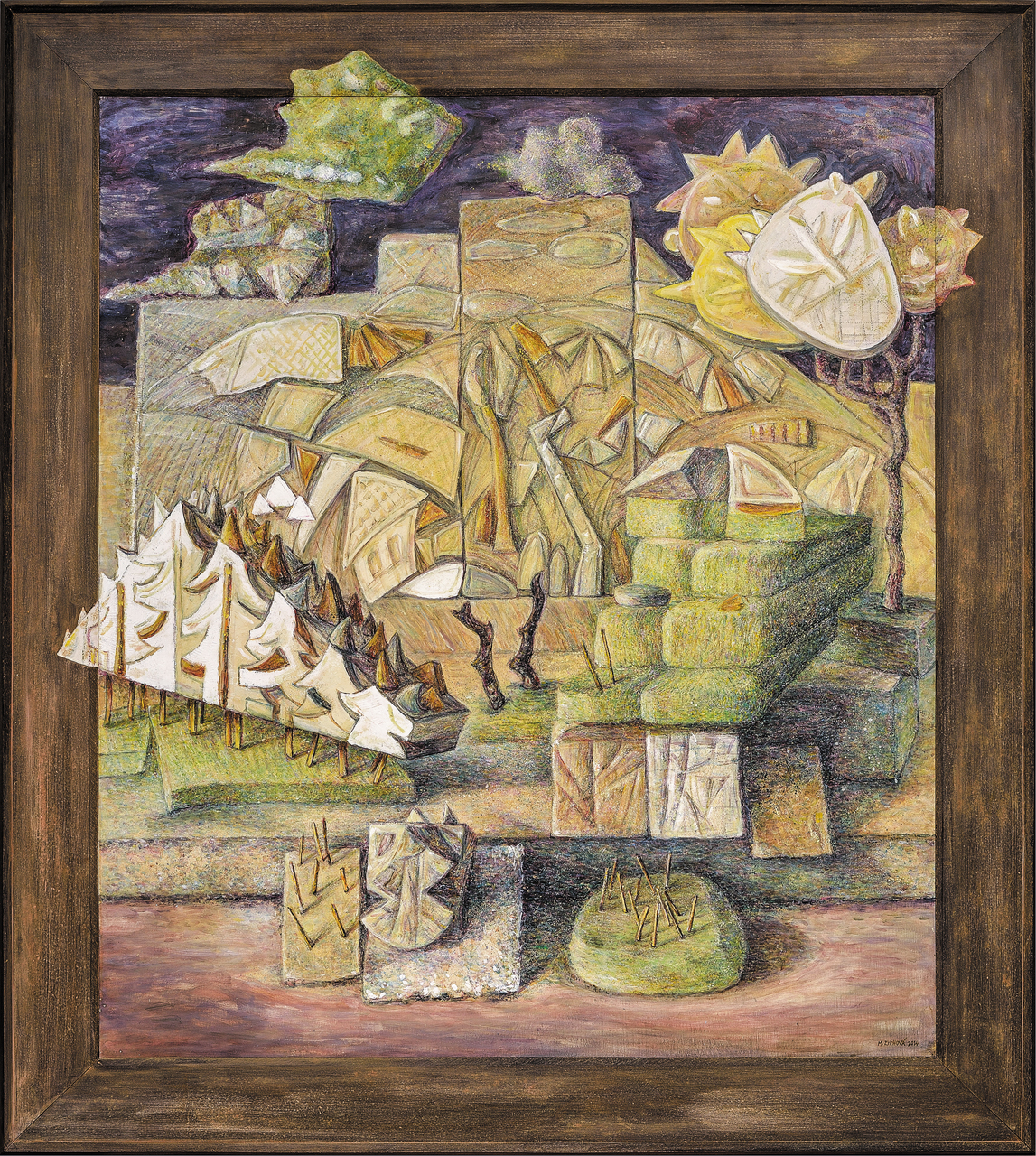
Landart, 2014
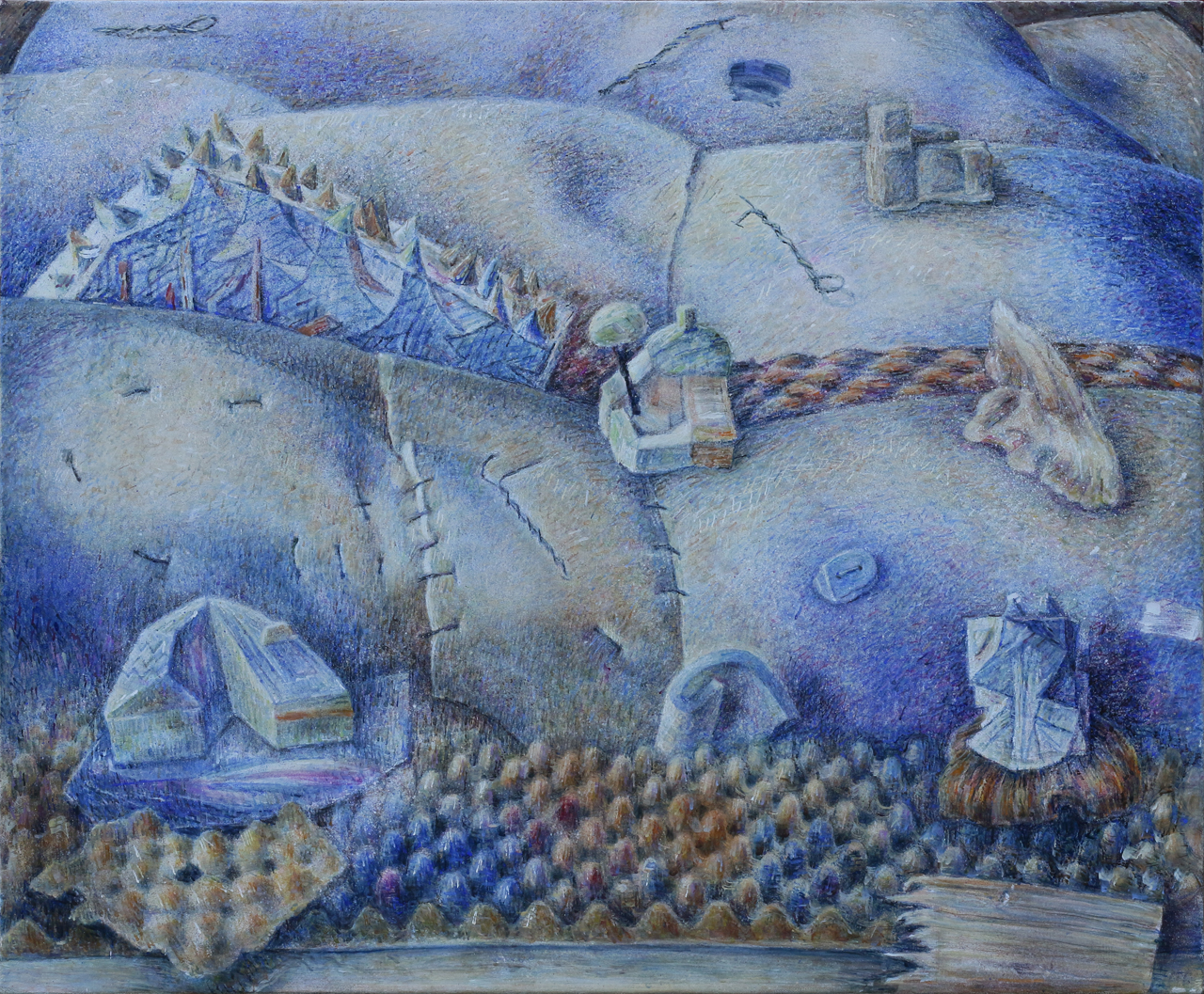
Českomoravská vypnulina v modré, 2017

### Zastoupení ve sbírkách
- Národní galerie v Praze
- Ministerstvo kultury České republiky
- Galerie hlavního města Prahy
- Galerie Středočeského kraje (GASK), Kutná Hora
- Alšova jihočeská galerie v Hluboké nad Vltavou
- Galerie umění Karlovy Vary
- Galerie výtvarného umění v Havlíčkově Brodě
- Horácká galerie v Novém Městě na Moravě
- Galerie Vysočiny, Polička
- Východočeská galerie v Pardubicích
- Galerie výtvarného umění v Náchodě
- Biella, Lublaň
- Sint-Niklaas, Belgie
- Internazionale Exlibriscentrum, Itálie
- Galerie Městského úřadu Praha 3

### Autorské výstavy
- 1971 Miroslava Zychová, Kniha, n.p., Pardubice
- 1975 Miroslava Zychová: Obrazy, grafika, Muzeum Krnov
- 1975 Miroslava Zychová, Polabské muzeum, Poděbrady
- 1980 Miroslava Zychová: Obrazy, kresby, grafika, Divadlo Zdeňka Nejedlého, výstavní síň, Chrudim
- 1980 Miroslava Zychová: Grafika, Divadlo v Nerudovce, Praha
- 1981 Miroslava Zychová: Obrazy, kresby, grafika, keramika, Galerie výtvarného umění v Havlíčkově Brodě
- 1983 Miroslava Zychová: Grafika, Divadlo hudby OKS, Olomouc
- 1984 Miroslava Zychová: Obrazy, kresby, keramika, Atrium na Žižkově, výstavní síň, Praha
- 1997 Miroslava Zychová: Umělá příroda, Galerie Jiřího Jílka, Šumperk
- 1999 Miroslava Zychová: Jeviště věcí, Atrium na Žižkově, výstavní síň, Praha
- 2000/2001 Miroslava Zychová: Ta realita, Galerie výtvarného umění v Havlíčkově Brodě
- 2002 Miroslava Zychová: Tak to vidím, Městský kulturní klub, Hlinsko
- 2004 Miroslava Zychová: Obrazy, Onkocentrum Zelený pruh, Praha
- 2004 Miroslava Zychová: O věcech, Galerie výtvarného umění v Hodoníně
- 2005 Miroslava Zychová: Plastic animals a jiné věci, Městské muzeum a galerie, Hlinsko
- 2006 Miroslava Zychová: Malé ohlédnutí s grafikou, Galerie Univerzity Pardubic
- 2008 Miroslava Zychová: Věcí vidění, Horácká galerie v Novém Městě na Moravě
- 2010 Miroslava Zychová: Plastic animals a jiné věci II, Galerie Vyšehrad (nad Libušinou lázní), Praha
- 2011 Miroslava Zychová: Obraz v obraze / Picture in the Picture, Galerie Caesar, Olomouc
- 2011 Miroslava Zychová: Ze sešitu, Horácká galerie v Novém Městě na Moravě
- 2014 Miroslava Zychová: Menší obrazy, Galerie Otto Gutfreunda, Dvůr Králové nad Labem